# Виньяо, Эсекьель
Эсекье́ль Винья́о (исп. Ezequiel Viñao; род. 21 июля 1960, Буэнос-Айрес) — американский композитор аргентинского происхождения.

## Биография
Рано заинтересовался новыми музыкальными технологиями и, вместе с тем, музыкой американских индейцев. По стипендии в 1980 году переехал в США. В 1981—1987 годах учился в Джульярдской школе у Дьёрдя Шандора и Милтона Бэббита. Был приглашен в Авиньон, где вел телевизионные мастер-классы с Оливье Мессианом. В настоящее время живёт в Нью-Йорке.

## Творчество
Виньяо привлекает материал традиционных культур — доколумбова Америка, старый Иран, европейское Средневековье. В последнее время он работает над оперой Мерлин.

## Избранные произведения
- La Noche de las Noches для струнного квартета и электроники (1989)
- Симург, книга I для фортепиано и электроники по поэме Аттара (1991)
- Симург, книга II для скрипки и электроники (1992)
- El sueño de Cristobal для оркестра (1992, к 500-летию открытия Америки, новая редакция — 2010)
- Этюды для фортепиано (1993)
- Трио для фортепиано, скрипки и виолончели (1995)
- Arcanum для голоса и камерного ансамбля (1996)
- Viviane of Avalon для сопрано и оркестра (1998)
- Сага для фортепиано, скрипки и камерного ансамбля (2002)
- The Loss and the Silence для струнного квартета (2004)
- The Wanderer для голосов a capella по древнеанглийской поэме (2005)
- Beowulf: Scyld’s Burial для 4-х голосов и 4-х перкуссионистов (2009)
- Sirocco Dust, струнный квартет № 3 (2009)
- Viento Blanco для камерного ансамбля (2010)

## Признание
Удостоен нескольких премий и стипендий. Многие известные ансамбли и оркестры (Джульярдский струнный квартет, вокальный ансамбль Chanticleer и др.) заказывают ему новые произведения.